# Claudia Unterweger

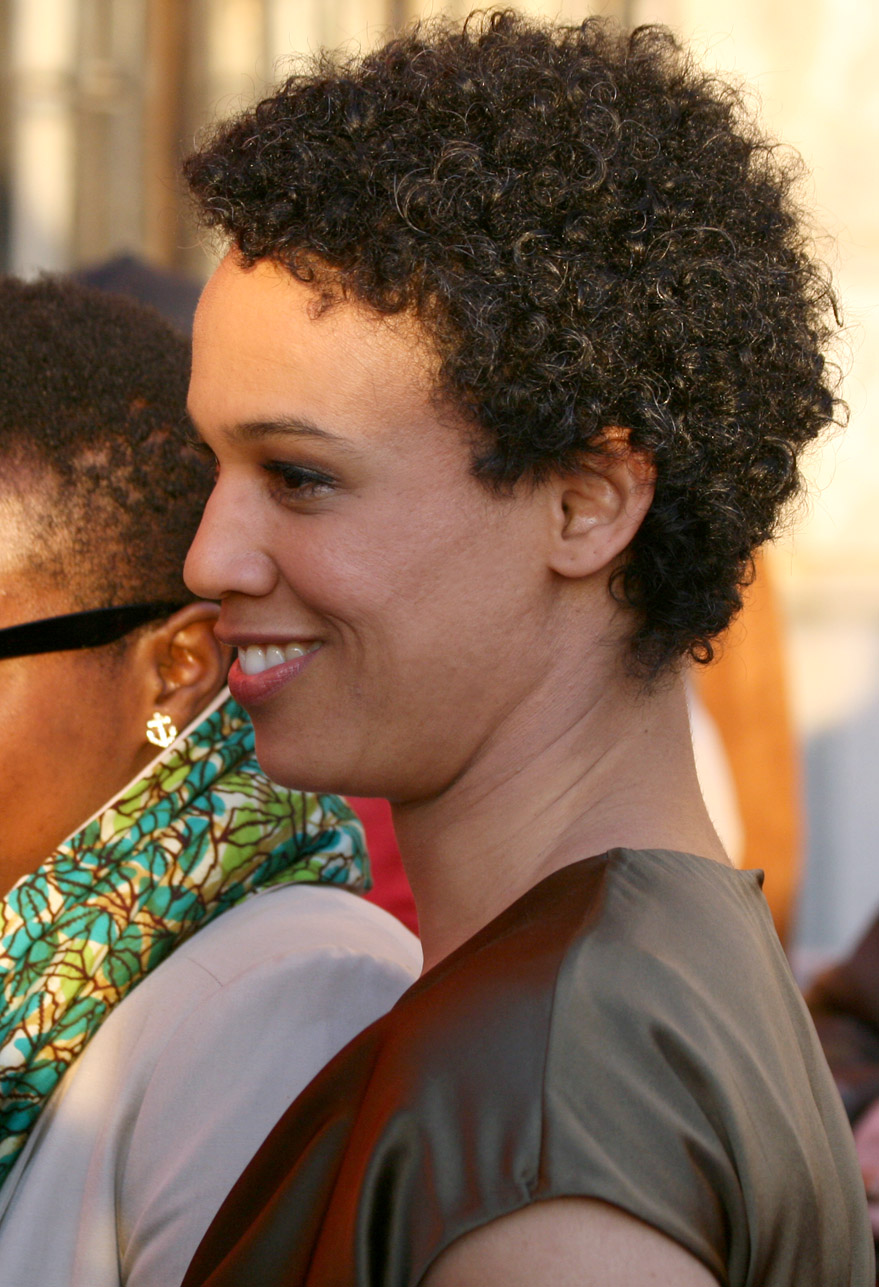
Claudia Unterweger, Wien 2012 (Bild: Manfred Werner)

Claudia Unterweger (* 1971 in Wien) ist eine österreichische Journalistin. Seit 2000 ist sie für den ORF tätig, wo sie zwischen 2011 und 2015 Fernsehnachrichten und Sportbeiträge moderierte. Zweimal war sie beim Film- und Fernsehpreis Romy als Beliebtester Moderator der Kategorie Information nominiert. Seit 2016 arbeitet Unterweger hauptsächlich wieder für FM4.

## Leben und Wirken
Unterweger besuchte die Vienna International School. Nach der zweisprachigen Matura im Jahr 1989 studierte sie Internationale Politik an der Université Aix-Marseille und schloss ein 1993 begonnenes Studium in Geschichte an der Universität Wien ab. Einer ihrer Forschungsschwerpunkte war die Lebenssituation von People of Color in Österreich. Gemeinsam schufen sie und die Künstlerin Belinda Kazeem eine Videoinstallation über Josefine Soliman (2006), anhand deren Geschichte sich die Autorinnen „mit dem Einschreiben Schwarzer Frauengeschichte im öffentlichen Raum in Österreich“ auseinandersetzten.
Es folgten mehrere Jahre in der Öffentlichkeitsarbeit, bereits von 1994 bis 1997 hatte sie für amnesty International gearbeitet.
Ihre journalistische Laufbahn begann Claudia Unterweger beim Freien Radio: Sie war Sendungsverantwortliche Redakteurin, Producerin und Moderatorin bei Radio Orange 94.0 und dort für das Format Afrika International verantwortlich, seit 2000 ist sie für den ORF tätig. Im Radio moderiert sie FM4 Connected und FM4 Homebase. 2011 wurde sie ins Fernsehen geholt. Dieser Schritt wurde von spezieller medialer Rezeption begleitet. Julia Ortner kommentierte in der Wochenzeitung Falter den „eingekrampft-betulichen“ Umgang der schreibenden Kollegen mit dem Engagement Unterwegers für das Fernsehen folgendermaßen: 

„Claudia Unterweger ist das erste Zeit im Bild-Gesicht ‚mit Migrationshintergund‘, ‚Wienerin mit afrikanischen Wurzeln‘. Da muss man sich vorsichtig ausdrücken, nur nicht ‚schwarz‘ verwenden. Diese Herumdruckserei führt allerdings dazu, dass Unterwegers Hautfarbe im Mittelpunkt steht und nicht die Tatsache, dass sie jahrelang interessante FM4-Sendungen gemacht hat. Also hier ohne Schnörksel: Die 39jährige ist eine versierte Journalistin, hat eine gute Stimme und ist telegen, deshalb hat sie das TV-Casting für sich entschieden. Außerdem ist Frau Unterweger schwarz. Das ist gut, um die Realität einer multiethnischen Gesellschaft im ORF zu zeigen – es ist aber nicht das Relevante an Claudia Unterweger.“

Harald Fidler, der Unterweger in der Tageszeitung Der Standard zum Kopf des Tages machte, meinte zum Einstieg der Journalistin als TV-Sprecherin, dass diese die Nachrichten offensichtlich nicht nur „brav ansagen“ wolle: Dies habe sie bereits „in ihren dritten dreieinhalb TV-Minuten“ anklingen lassen: „Es mag zynisch klingen, aber Eltern, die in Schubhaft kommen, sollen selbst aussuchen, ob ihre Kinder in ein Heim kommen oder mit ins Schubgefängnis“, zitierte Fidler Unterwegers Anmoderation eines Beitrags zum just akkordierten Fremdenrecht.
Zwei Jahre lang präsentierte Unterweger die ZiB-Flash-News und gestaltete die Nachrichtenformate ZiB 20 und ZiB Magazin. Bis Ende 2015 war sie, die in ihrer Schulzeit an Leichtathletik-Wettkämpfen teilgenommen und später Sportarten von Thaiboxen und Fechten bis Basketball ausgeübt hatte, auch Gastgeberin des aktuellen Sports im TV-Hauptabend.
An den Universitäten Berkeley und Stanford referierte Unterweger 2012 im Rahmen eines International Visitors Leadership-Programms in den USA.
Ihre Diplomarbeit erschien 2017 als Buch (Talking Back: Strategien Schwarzer österreichischer Geschichtsschreibung. Zaglossus, 2016); die Studie darüber, wie koloniale Darstellungstraditionen die medialen Bilder der Gegenwart prägen, wurde auch außerhalb Österreichs rezipiert. Der Titel der Arbeit lehnt sich an das Konzept des „talking back from the margins“ von bell hooks an.
Im Jahr 2020 wurde sie für ihren Beitrag Sexarbeiter*innen kämpfen im Lockdown ums Überleben mit dem Journalismuspreis von unten der Armutskonferenz (2. Preis, Kategorie Online) ausgezeichnet. Die Jury begründete: „Den Beitrag zeichnet aus, dass er gut recherchiert und informativ ist, er zeigt die Schwachstellen der staatlichen Unterstützung auf, er verweist aber auch auf Hilfsangebote und Vereine, an die sich Betroffene wenden können.“ Davor war sie in den Jahren 2012 und 2013 als „multimedialer Nachrichtenprofi“ für eine Romy nominiert gewesen.
Unterweger ist „engagierte Feministin“ und Mutter eines Sohnes. Als „persönliches Aha-Erlebnis“ bezeichnete sie in einem Interview mit der Wiener Zeitung den Moment, als sie Mitte der 1980er-Jahre zum ersten Mal Arabella Kiesbauer am Bildschirm gesehen habe: „Das hat mir als schwarzes Mädchen in Österreich damals Mut gemacht.“ “I define myself as black, or as an African-Austrian woman”, so Unterweger in einem Gespräch mit Afrocosmopolitan.
Sie ist Mentorin im Programm Yes She Can der African Cultural Foundation.